# 한화솔라원

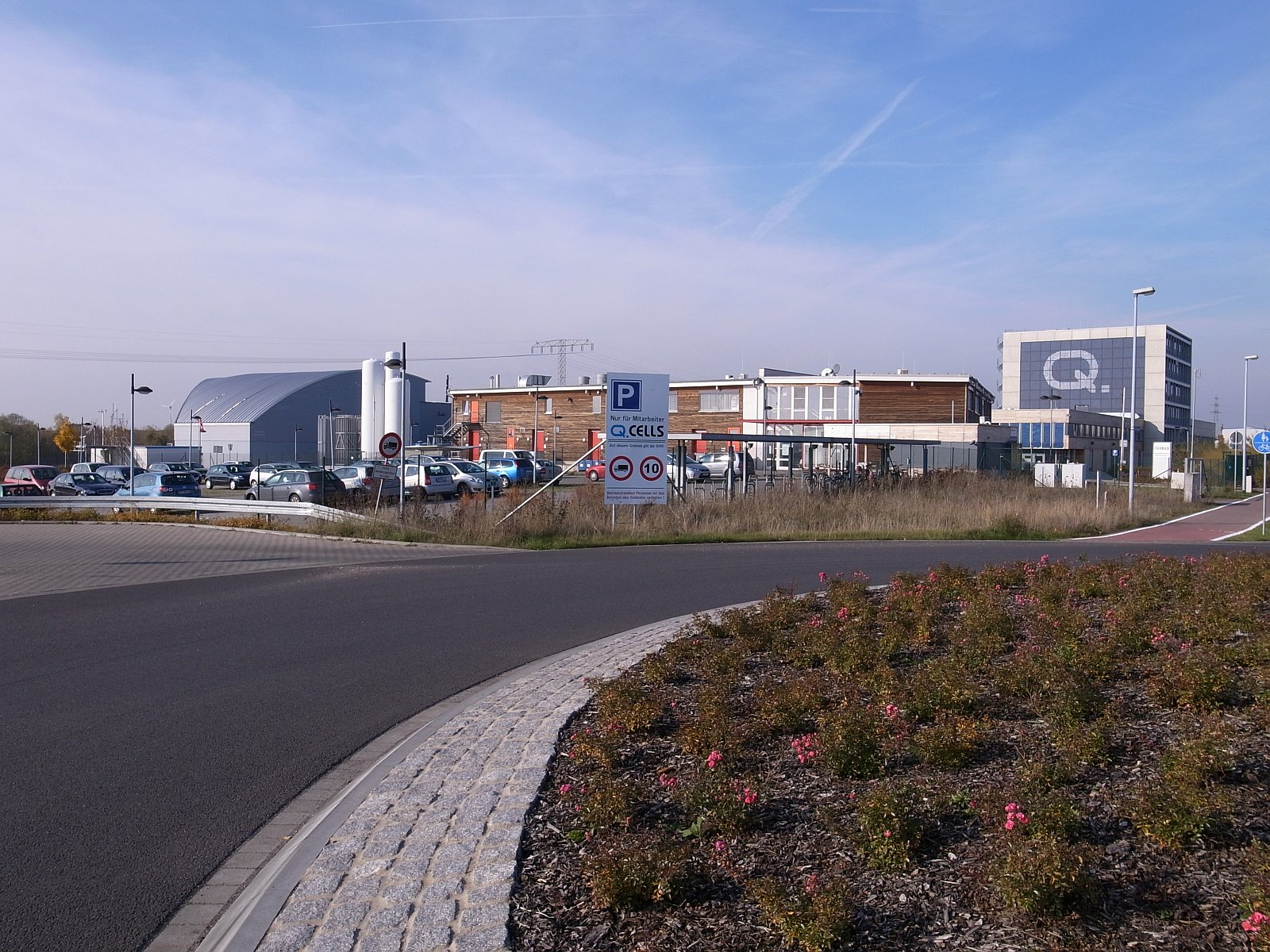

한화솔라원은 한화그룹 태양광 기업이다. PV insights 발표 2010년 기준 세계 7대 모듈생산업체이다. 2010년 8월, 한화는 솔라펀 파워 홀딩스의 지분 49.99%를 인수하여 최대주주가 되었고, 2011년 3월 4일 '한화솔라원'으로 사명을 바꾸며 나스닥 ‘클로징벨’ 행사를 가졌다. 2015년 한화큐셀과 합병되었다.

## 연혁
- 2004년: Solarfun Power Holdings 창립
- 2005년: 첫 해외공급 수주 및 첫 셀 생산라인 상업운영 개시
- 2006년: 나스닥 상장 (Ticker: SOLF)
- 2008년: 용왕솔라 인수
- 2010년: $11억 4천만 수익 및 $5620만 순이익/ 모듈생산능력 900MW 달성
- 2011년: 나스닥 '클로징벨'을 통한 신규 사명 '한화솔라원' 선포
- 2015년: 한화큐셀와 합병

## 한화그룹 태양광 R&D 네트워크
- Solar R&D Center  대전, 대한민국: 공정기술/기술 상업화
- Engineering Technology Center  치동, 장수성, 중국: 생산기술/공정개발
- Advanced R&D Laboratory  실리콘밸리, 미국: 혁신기술

## 한화솔라원 모듈 설치현황
- Rovigo (이태리): 30MW of 70MW
- Elduyen (스페인): 11.483MW
- Arnedo (스페인): 33.615MW
- El Carpio (스페인): 9.446MW
- Morita (스페인): 8.69MW
- Veguilla (스페인): 8.02MW
- Calasparra (스페인): 7MW of 20MW
- Viso (스페인): 2.5MW
- Medina de las Torres (스페인): 2.28MW
- Tenerife (스페인): 1.672MW
- Ecija (스페인): 1MW
- Maials (스페인): 1MW
- Villanueva (스페인): 2MW
- Gransolar Ghella (이태리): 2MW
- Polditz (독일): 3.15MW
- Koppenzell (독일): 1.85MW
- Pfenninghof (독일): 1.7MW
- Neumarkt (독일): 1.6MW
- Syrovice (체코): 3.16MW
- FVE Malešovice (체코): 3.9MW
- Xuzhou Xiexin (중국): 10.2MW
- Nanjing Suyuan (중국): 700 kW
- Green Island (중국): 1MW
- 상해 엑스포: 프랑스관 및 독일관 (중국): 25.38 kW(독일관) and 25.56 kW (프랑스관)
- Yangzhou Villa Rooftop I (중국): 64.4 kW
- YoungDong DaSan PV Plant (전라남도 강진군): 1.05MW
- Haeohrum Energy PV Plant (전라북도 장수군): 1MW
- Gwang Valley Solar Power Plant and En Solar Power Plant (전라남도 무안군): 1MW
- Youngju PV Plant (경상북도 영주시): 2MW
- Yusung Energy PV Plant (전라북도 장수군): 1.5MW
- Arlington Center (미국): 105.88 kW

## 같이 보기
- 태양광 발전